# Donatien Alphonse François de Sade

Herb rodu de Sade

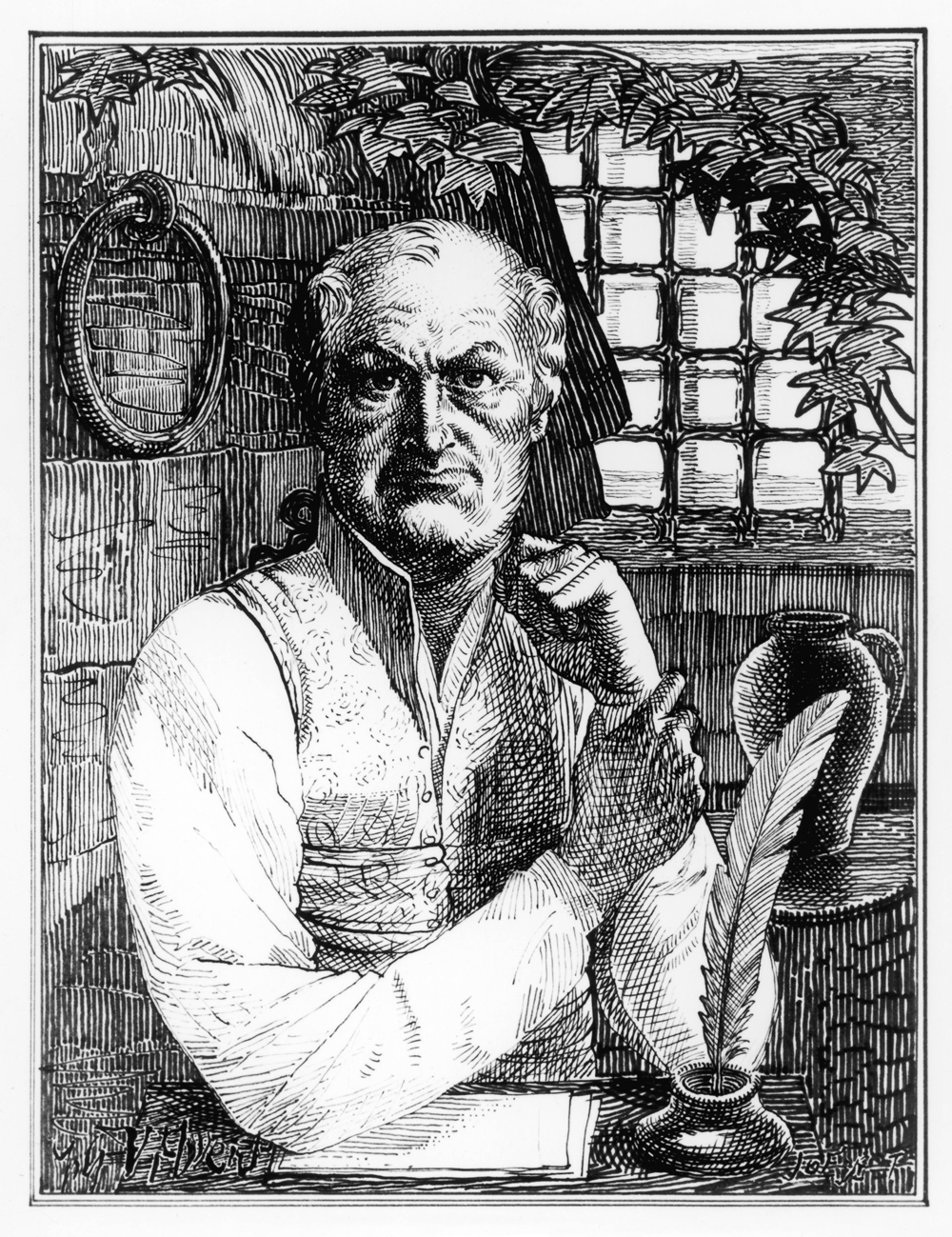
Portret starego de Sade

Donatien Alphonse François de Sade (ur. 2 czerwca 1740 w Paryżu, zm. 2 grudnia 1814 w Saint-Maurice) – francuski pisarz, arystokrata (markiz). Od jego nazwiska pochodzi nazwa sadyzmu (jednego z zaburzeń preferencji seksualnych).
Był jedną z bardziej kontrowersyjnych postaci epoki ancien régime – czasów monarchii i rewolucji francuskiej. Ponad połowę swojego życia spędził na wygnaniu lub w więzieniu, był libertynem propagującym życie w zgodzie ze skrajnie pojmowaną wolnością jednostki (będącą jego zdaniem ponad moralnością, prawem czy religią). Wolność tę miałoby się osiągnąć poprzez podążanie za wszelkimi pragnieniami i instynktami.
W latach 1795–1800 był jednym z najbardziej poczytnych pisarzy paryskich, a w ciągu następnych dziesięciu lat zatarto po nim niemal wszystkie ślady istnienia. W swoich dziełach starał się wniknąć w głąb umysłu człowieka i odkryć jego pierwotne instynkty, czasowo zdaniem autora wytłumione przez bariery kulturowe. W jego dziełach na pierwszym planie są hańba, okrucieństwo, zbrodnia. De Sade przedstawia przemoc jako źródło przeżyć o charakterze seksualnym.

## Życiorys
Jego ojcem był Jean-Baptiste Joseph François, hrabia de Sade i markiz de Mazan, a matką Marie Eléonore de Maillé de Carman. Dziecko ochrzczono na drugi dzień po urodzeniu. Miano mu nadać imiona Louis Aldonse Donatien, jednak ponieważ w Paryżu nie było ani rodziców chrzestnych (byli nimi dziadkowie chłopca: Donatien de Maillé de Carmen i Louise Aldonse d’Astoaud de Murs), ani jego ojca, podczas ceremonii chrztu rodzinę reprezentowali służący domu Sade. Niestety pomylili imiona, jakie mieli nadać dziecku, i Louis został zapisany w dokumentach parafii św. Sulpicjusza jako Donatien Alphonse François (ksiądz źle zrozumiał staroprowansalskie imię Aldonse). Nikt, nawet sam Donatien wychowywany pod imieniem Louis, nie dowiedział się o pomyłce, aż do czasów rewolucji, kiedy to po raz pierwszy odebrał swoją metrykę z parafii św. Sulpicjusza i odkrył, jak naprawdę się nazywa. Odległym przodkiem markiza de Sade’a była XIV-wieczna ukochana Francesca Petrarki Laura de Noves, córka syndyka z Awinionu Audeberta de Noves.
W roku 1745 wyjechał do Prowansji do stryja, Jacques’a François Paula Aldonse’a, opata Ebreuil, miłośnika literatury renesansowej, autora trzytomowego dzieła o Petrarce. Tam młody Louis po raz pierwszy zetknął się ze światopoglądem libertyńskim, dość rozpowszechnionym wśród elit XVIII-wiecznej Francji. W wieku 10 lat (1750) został posłany do jezuickiego kolegium Ludwika Wielkiego i został uczniem J.F. Ambleta. Zdobył tam szeroką wiedzę w zakresie literatury i historii.
W maju 1754 przerwał studia, aby wstąpić do lekkokonnego pułku gwardii królewskiej. Po półtora roku, w grudniu 1755 przeszedł, już jako podporucznik, do królewskiego pułku piechoty. Następnie w 1757 r. dostaje awans na stopień porucznika w pułku karabinierów hrabiego Prowansji, wraz z którym bierze udział w wojnie siedmioletniej. W 1758 r. odznacza się w bitwie z Prusakami pod Sondershausen, po czym zostaje mianowany kapitanem pułku jazdy burgundzkiej. Pod koniec 1762 r. jest urlopowany ze służby frontowej, a w lutym 1763 r. po podpisaniu traktatu w Wersalu kończącego wojnę przeniesiony w stan spoczynku.
W roku 1757 brał udział w najsłynniejszej orgii, która trwała 120 dni. Tam poznał pewną kobietę, która słynna była z powodu swoich sadystycznych skłonności. 21 kwietnia 1759 został wtrącony do więzienia za bycie rozpustnikiem i szerzenie niechrześcijańskich zachowań. To doświadczenie nie przeszkodziło mu w późniejszym napisaniu o swych przeżyciach w książce 120 dni Sodomy czyli szkoła libertynizmu.
Na wiosnę 1763 r. zaręczył się w tajemnicy przed ojcem z Laure-Victoire-Adeline de Lauris, jednak już wówczas ciągnęła się za nim opinia hulaki i rozpustnika, i markiz de Lauris nie zgadzał się na ślub. Jednocześnie ojciec Louisa prowadził negocjacje z prezydentem de Montreuil. 17 maja 1763 Louis wziął ślub z Renée-Pélagie de Montreuil. 29 października 1763 młody markiz został po raz pierwszy uwięziony w twierdzy Vincennes z powodu wywołanego skandalu. Dwa tygodnie później skruszony młodzieniec opuścił mury więzienia z nakazem opuszczenia Paryża. Wydany przez króla nakaz został jednak uchylony we wrześniu.
W styczniu 1767 zmarł ojciec Louisa, a pół roku później, 27 sierpnia, przyszedł na świat jego pierwszy syn, Louis-Marie. 3 kwietnia 1768 markiz zaproponował kobiecie żebrzącej pod kościołem, Róży Keller, wyjazd do willi Arcueil, gdzie oddali się libertyńskim praktykom seksualnym. Nie wiadomo dokładnie, co działo się potem w domu de Sade’a. Kobiecie udało się uciec przez okno i mur w ogrodzie. Chociaż jej obrażenia były niewielkie, udało się jej oskarżyć markiza przed sądem w Arcueil. Sprawa trafiła do izby karnej parlamentu paryskiego. Rodzina przekupiła poszkodowaną kwotą 2400 liwrów i 7 złotymi ludwikami. Ludwik XV wydał akty abolicyjne, i sprawa przeciwko markizowi zakończyła się jedynie grzywną 100 liwrów. 16 listopada 1768 Louis opuścił twierdzę Pierre-Encise i, zgodnie z rozkazem, udał się do swojej posiadłości w Lacoste.
27 czerwca 1769 urodził się jego drugi syn, Donatien Claude Armande. De Sade podróżował po Niderlandach, przebywał w La Coste, wyjeżdżając czasami do Paryża i Marsylii. Prawdopodobnie w tych latach rozpoczął swoją pracę literacką. O pismach markiza wspominała jego teściowa w swoich listach. 17 kwietnia 1771 urodziła się córka markiza – Madeline-Laure.
20 stycznia 1772 de Sade przedstawił na zamku La Coste swoją pierwszą sztukę (komedię). Razem z państwem de Sade przebywała tam także kochanka markiza i jego wielka miłość, a zarazem siostra jego żony – Anne-Prospère de Launay. W czerwcu 1772 de Sade wyjechał do Marsylii w interesach. 27 czerwca zaprosił do swojego apartamentu cztery prostytutki i podał im afrodyzjak. Źle przygotowana substancja wywołała zatrucie prostytutek, wybuchła tak zwana afera cukierków kantarydowych. Oskarżony o sodomię i trucicielstwo, de Sade zbiegł do Sabaudii. 11 września 1772 markiza oraz jego lokaja Latoura skazano zaocznie na karę śmierci. Wyrok wykonano in effigie.
9 września 1772 markiz, przebywający w Chambéry, został aresztowany z polecenia swojej teściowej i osadzony w twierdzy Miolans. Wieczorem 30 kwietnia 1773 z twierdzy uciekli de Sade i baron François d'Allée de Songy. Pod koniec roku Louis wrócił do La Coste. 6 stycznia 1774 policja wkroczyła do zamku La Coste. Uprzedzony markiz zbiegł w nieznane miejsce. Druga próba jego uwięzienia miała miejsce w połowie roku. Dopiero w grudniu markiz wrócił na stałe do zamku.
W styczniu 1775 wybuchł kolejny skandal z udziałem markiza. Z zamku zbiegła jedna z pokojówek, którą pobito podczas orgii. Rodzice złożyli skargę przed trybunałem w Lyonie. W sierpniu Louis zbiegł do Włoch. Tam prowadził zapiski na temat libertyńskich praktyk seksualnych. Wrócił do domu w lipcu 1776.
14 stycznia 1777 zmarła matka markiza. Louis przybył do Paryża 8 lutego. Ludwik XVI wydał przeciw niemu lettre de cachet. Pięć dni potem de Sade został przewieziony do Vincennes. 14 lipca 1778 izba sądowa parlamentu Prowansji w Aix-en-Provence skasowała wyrok śmierci z 1772 r. (co zaowocowało napisaniem noweli „Prezydent w pole wywiedziony”, ośmieszającej parlament w Aix i tamtejszych „kauzyperdów”, jak nazywano pogardliwie prawników). 16 lipca markiz uciekł eskorcie, dwa dni potem przybył do La Coste. 28 sierpnia został ponownie aresztowany.
Praca pisarska oddaliła markiza od szaleństwa. W 1781 r. zmarła Anna de Launay, w 1785 lokaj Latour, rok potem jego pokojówka, Gothon. 29 lutego 1784 Louis został przewieziony do Bastylii. 4 lipca 1789 de Sade krzyczał z okna więziennego „Na pomoc, mordują więźniów Bastylii!!!”. W obawie przed reakcją paryskiego ludu naczelnik więzienia wnioskował o przeniesienie kłopotliwego więźnia do zakładu dla obłąkanych w Charenton, gdzie tamten pozostał do 2 kwietnia 1790.
14 lipca, 10 dni później, Bastylia została zdobyta przez ludność Paryża. Większość pism markiza uległa zniszczeniu. „Sto dwadzieścia dni Sodomy, czyli szkoła libertynizmu” dostała się w ręce jednego z plądrujących Bastylię, Arnouxa de Saint-Maximima, który następnie ofiarował go markizowi de Villenevue-Trans, którego rodzina przechowywała rękopis przez trzy pokolenia. W 1900 r. manuskrypt zakupił anonimowy niemiecki bibliofil, wywiózł go do Berlina i przez 30 lat przechowywał w futerale w kształcie fallusa. W tym samym roku opublikował go seksuolog Iwan Bloch i udostępnił wąskiemu gronu naukowców. Sade nie wiedział, że dzieło jego życia przetrwało. Sądził, że zaginęło bezpowrotnie i zrozpaczony starał się odzyskać swoją ideę pisząc kolejne swoje słynne dzieła „wyklęte” np. trzy wersje „Justyny…”, „Juliette…”, „Alina i Valcour…”. W liście do przyjaciela napisał słynne zdanie: „Można odkupić stoły i krzesła, ale nie można odzyskać idei!”. Lata spędzone w Charenton zaowocowały również wieloma dziełami „komercyjnymi”, pisanymi dla zarobku, które pokazują jego talent i kunszt pisarski.

## Dzieła
- Filozofia w buduarze
- Sto dwadzieścia dni Sodomy
- Justyna czyli nieszczęścia cnoty
- Julietta – powodzenie występku
- Zbrodnie miłości
- Dialog między księdzem a umierającym

### Okres uwięzienia w Vincennes i Bastylii
- Journal (Dziennik), rękopis, 1777–1790, 13 tomów, do 1939 zachowanych 11, prawdopodobnie zniszczony w 1942,
- Dialogue entre un prêtre et un moribond (Dialog pomiędzy księdzem a umierającym), dialog, 12 lipca 1782, krótki utwór ukazujący wczesne, jeszcze nie ukształtowane poglądy filozoficzne markiza, atakujący Kościół katolicki. „Dialog…” cechuje wyważona krytyka i logiczny, konsekwentny wywód odpowiadający obiegowym poglądom oświeconych materialistów. Nie jest reprezentatywny dla ukształtowanego nieco później, dojrzałego i oryginalnego systemu sadycznego.
- „Prawda” poemat antykościelny (136 wersów pokreślonych i z licznymi poprawkami, o mylącym podtytule „Odnaleziony w papierach La Mettriego”), i z tego powodu przez dłuższy czas przypisywany autorowi „Człowieka – maszyny”. Zawiera liczne epitety określające Boga, charakterystyczne dla stylu i języka Sade’a zaczerpnięte z języka Holbacha, na którym Sade się wzorował – np. „chimera”, „zjawa”. Pojawia się tam również charakterystyczna, obsesyjna nienawiść do Boga i religii oraz agresywna krytyka uzyskana dzięki nagromadzeniu i stopniowaniu tychże epitetów.
- Les 120 journées de Sodome ou l’école du libertinage (120 dni Sodomy czyli szkoła libertynizmu), rękopis, 27 listopada 1785, niedokończony.

### Okres rewolucji
- Le misanthrope par amour ou Sophie et Desfrancs (Mizantrop z miłości), dramat, 1790
- Jeanne Laisne, dramat
- Oxtiern, ou les malheurs du libertinage (Oxtiern, nieszczęścia libertynizmu), dramat, 22 października 1791, teatr Molière’a,
- Le Suborneur (Łapówkarz), dramat, 5 marca 1792, Teatr Włoski, Paryż

### Epoka napoleońska
- La Nouvelle Justine, ou Les Malheurs de la vertu, 1799
- Les crimes de l’amour (Zbrodnie miłości), zbiór nowel zebranych („Eugenia de franval” i „Florville i Courval, czyli fatalizm” i opatrzonych tym tytułem przez Tadeusza Żeleńskiego Boya), 1800